# 先発投手
先発投手（せんぱつとうしゅ、英：starter）とは、野球やソフトボール、クリケットの試合開始時にスターティングメンバーとして最初に投球する投手をいう。野球・ソフトボールでは単に先発と呼ばれる場合もある。1球でも投じた後に他の投手へ交代した場合、後を任された投手は救援投手という。本項においては野球の先発投手について記述する。

## 概要
一般的に先発投手には、なるべく長いイニングを投球することが求められる。野球においては、先発投手が勝利投手となる権利を得るには最低5イニングを投球する必要があることから、先発投手は大量失点せずに5イニング以上投球するべきだと考えられている。メジャーリーグでは後述の100球で交代する状況において、6イニング以上を3自責点以内に抑えることをクオリティ・スタート（良好な先発）といい、先発投手の能力を測る重要な指標の一つとなっている。
そのためリリーフ投手は大抵は打者が一巡するまでには降板するのに対し、先発投手は二巡以上相手打者と対戦する必要があり、その間に相手打者が投球に慣れてしまわないように多彩な球種を持つ、慣れても打てないほどの球の質、制球などの技術が求められる。更に、セ・リーグや高校野球など、指名打者制を導入していない試合では、主に9番打者として攻撃時に打席に立つ。一方で先発投手が試合序盤に大量失点するなどして早々とリリーフ投手に交代する事をノックアウト（KO）と表現する。但し、先発投手を一切起用せずリリーフ投手だけで細かく繋いで乗り切る戦略を採る「ブルペンデー」もあり、この場合は一人当たり被安打の数に関係なく2～3イニング程度で交代する。
一方、人間にとって体の構造を考えると物を投げるという行為は不自然であると言われている。投手の肩や腕は必要以上に捻りが加わり、そのため肩には肩板に負担がかかり肘には内側の靭帯が伸びやすくなり尺骨神経にも悪影響を及ぼし、さらに遠心力によって指先の毛細血管もダメージを受けるためである。その結果、過度な球数の投球によって故障を誘発することとなる。多くの優れた投手が酷使により選手寿命を縮めてきたことを踏まえ、現代野球では6回以降で救援投手（中継ぎ、抑え）に交代することが多く、先発投手が9回を完投することは以前に比べると少なくなってきている。
また一定以上のレベルの投手は、投球による負荷によって肘周辺を中心に毛細血管が切れる。スポーツ医学の発展によりこれが再生するには4日以上かかるということが証明されたため、現在のプロ野球において先発投手は4日から6日程度の登板間隔を空けることが通常である（1試合投げたら翌日から最低3日、最高で6日間は試合に出ず調整に当てる）。チームは複数の先発投手をローテーションを組んで起用していく。これを先発ローテーションという。
これらのイニング数、登板間隔は日本、アメリカなどで異なっている。日本は中6日が基本だがチーム状況によって中5～4日、イニング数も100球を目安に6～7イニング目での降板が多いが、調子・チーム事情・監督の方針次第で完投する(この場合球数は120球を超える時もある)場合があるのに対し、アメリカでは早くから登板間隔4日、球数100球前後での交代が厳しく守られている。そのため、アメリカなどのほうが救援投手の整備も早くから進んでおり、中継ぎ投手・セットアップ投手・抑え投手といった分業化が著しい（日本において先発投手の投球数制限および救援投手の分業化が投入されたのは1990年代頃からである）。
なお、日本の高校野球においては、エース級の先発投手がほぼ全試合で完投することも少なくなく、特に春・夏の甲子園大会や夏の地方大会では終盤の日程が過密であるため、連日エース投手が先発し、その都度100球以上を投じることも決して珍しくない（クオリティ・スタートを切っていても、先に崩れた方が必然的に負ける）。このような起用方法・過密日程、更に累計数百球を投げることが美談としてメディアで取り上げられることについては、昨今の日本においては故障防止などの観点や旧態依然とした体質が続いている象徴として賛否両論がある。

## 試合当初
投手記録の「試合当初」は、先発して途中で交代した試合数をカウントしたものである。すなわち試合当初数と完投数を合計した数が先発登板数になる。

## 先発ローテーション
先発ローテーションは5人前後の投手から構成されることが一般的である。チーム内で優秀な投手を上位5人選出し、ローテーションに起用されることが多い。ローテーション入りされることは、投手にとって名誉なことである。先発ローテーションは、白星を稼ぐことで自チームを優勝へと導く役割を担う。
アメリカにおいて、1960年代に4人の投手が中3日で先発登板する方法が一般化し、1970年代中盤に5人の投手が中4日で先発する方法が登場すると、1980年代にはほとんど全てのチームに採用された。1980年のオークランド・アスレティックスは完投主義を貫き、チームで91完投を挙げたものの、翌年以降、各先発投手の成績が急速におちこんだ。これが契機となり、先発投手に完投させる考えは後退し、1先発あたりの投球数制限の導入および1970年代頃から始まっていた救援投手の分業化が一気に進んでいった。
日本では長らく各チームのエースと呼ばれる投手が多くの試合に先発し、非先発時は救援登板もするといった状態が続いたため必ずしも先発投手という概念は成立していなかった。1980年代ごろから中5日の先発ローテーションが確立されていき、1990年代に入ると中6日が通常となった。
2016年シーズン終了時点で、日本プロ野球において先発勝利(先発投手勝利)数のみで200勝を達成している者は11名おり、日米では黒田博樹が史上初である。

## 開幕投手
開幕戦で先発投手を務める投手を開幕投手と呼ぶ。日本のプロ野球における開幕投手は、各球団ともエースと呼ばれる投手を筆頭に球団の代表投手が起用される例が多く、投手にとって開幕投手に指名されるのは名誉なことであるとされる。

## オープナー
opener（オープナー）は、本来リリーフ起用される投手が先発登板し、1,2回の短いイニングを投げたのち本来の先発投手をロングリリーフとして継投する起用法、及びこの際先発したリリーフ投手指す。また、オープナーから継投したロングリリーフ投手をbulk guy（バルクガイ）、あるいはpseudo-starter（疑似先発投手）などと呼ばれている。2018年のMLBでタンパベイ・レイズがこの起用法を積極的に取り組み90勝72敗の成績を収めた。

## 主な先発記録

### MLB通算記録
| 順位 | 選手名                 | 先発 |
| ---- | ---------------------- | ---- |
| 1    | サイ・ヤング           | 815  |
| 2    | ノーラン・ライアン     | 773  |
| 3    | ドン・サットン         | 756  |
| 4    | グレッグ・マダックス   | 740  |
| 5    | フィル・ニークロ       | 716  |
| 6    | スティーブ・カールトン | 709  |
| 7    | ロジャー・クレメンス   | 707  |
| 8    | トミー・ジョン         | 700  |
| 9    | ゲイロード・ペリー     | 690  |
| 10   | パッド・ガルヴィン     | 688  |

| 順位 | 選手名                 | 先発 |
| ---- | ---------------------- | ---- |
| 11   | バート・ブライレブン   | 685  |
| 12   | トム・グラビン         | 682  |
| 13   | ウォルター・ジョンソン | 666  |
| 14   | ウォーレン・スパーン   | 665  |
| 15   | トム・シーバー         | 647  |
| 16   | ジェイミー・モイヤー   | 638  |
| 17   | ジム・カート           | 625  |
| 18   | フランク・タナナ       | 616  |
| 19   | アーリー・ウィン       | 611  |
| 20   | ロビン・ロバーツ       | 609  |

- 記録は2024年シーズン終了時点[8]

### MLBシーズン記録
| 順位 | 選手名                   | 所属球団                         | 先発 | 記録年 |
| ---- | ------------------------ | -------------------------------- | ---- | ------ |
| 1    | ジャック・チェスブロ     | ニューヨーク・ハイランダース     | 51   | 1904年 |
| 2    | エド・ウォルシュ         | シカゴ・ホワイトソックス         | 49   | 1908年 |
| 2    | ウィルバー・ウッド       | シカゴ・ホワイトソックス         | 49   | 1972年 |
| 4    | ジョー・マクギニティ     | ニューヨーク・ジャイアンツ       | 48   | 1903年 |
| 4    | ウィルバー・ウッド       | シカゴ・ホワイトソックス         | 48   | 1973年 |
| 6    | ビック・ウィリス         | ボストン・ビーンイーターズ       | 46   | 1902年 |
| 6    | ルーブ・ワッデル         | フィラデルフィア・アスレチックス | 46   | 1904年 |
| 6    | クリスティ・マシューソン | ニューヨーク・ジャイアンツ       | 46   | 1904年 |
| 6    | エド・ウォルシュ         | シカゴ・ホワイトソックス         | 46   | 1907年 |
| 6    | デーブ・ダベンポート     | セントルイス・テリアズ           | 46   | 1915年 |

- 1901年以降の記録が対象、記録は2024年終了時点[9]

#### ライブボール時代以降
| 順位 | 選手名                     | 所属球団                       | 先発 | 記録年 | 備考                       |
| ---- | -------------------------- | ------------------------------ | ---- | ------ | -------------------------- |
| 1    | ウィルバー・ウッド         | シカゴ・ホワイトソックス       | 49   | 1972年 | ア・リーグ記録、左投手記録 |
| 2    | ウィルバー・ウッド         | シカゴ・ホワイトソックス       | 48   | 1973年 |                            |
| 3    | ミッキー・ロリッチ         | デトロイト・タイガース         | 45   | 1971年 |                            |
| 4    | ジョージ・ウール           | クリーブランド・インディアンス | 44   | 1923年 | 右投手記録                 |
| 4    | フィル・ニークロ           | アトランタ・ブレーブス         | 44   | 1979年 | ナ・リーグ記録、右投手記録 |
| 6    | ウィルバー・ウッド         | シカゴ・ホワイトソックス       | 43   | 1975年 |                            |
| 6    | フィル・ニークロ           | アトランタ・ブレーブス         | 43   | 1977年 |                            |
| 8    | ボブ・フェラー             | クリーブランド・インディアンス | 42   | 1946年 |                            |
| 8    | ボブ・フレンド             | ピッツバーグ・パイレーツ       | 42   | 1956年 |                            |
| 8    | ジャック・サンフォード     | サンフランシスコ・ジャイアンツ | 42   | 1963年 |                            |
| 8    | ドン・ドライスデール       | ロサンゼルス・ドジャース       | 42   | 1963年 |                            |
| 8    | ドン・ドライスデール       | ロサンゼルス・ドジャース       | 42   | 1965年 |                            |
| 8    | ジム・カート               | ミネソタ・ツインズ             | 42   |        |                            |
| 8    | ファーガソン・ジェンキンス | シカゴ・カブス                 | 42   | 1969年 |                            |
| 8    | ウィルバー・ウッド         | シカゴ・ホワイトソックス       | 42   | 1971年 |                            |
| 8    | ミッキー・ロリッチ         | デトロイト・タイガース         | 42   | 1973年 |                            |
| 8    | スタン・バーンセン         | シカゴ・ホワイトソックス       | 42   | 1973年 |                            |
| 8    | ウィルバー・ウッド         | シカゴ・ホワイトソックス       | 42   | 1974年 |                            |
| 8    | フィル・ニークロ           | アトランタ・ブレーブス         | 42   | 1978年 |                            |

- 1920年以降の記録が対象、記録は2024年終了時点[14]

### 19世紀のMLBシーズン記録
| 順位 | 選手名                 | 所属球団                       | 先発 | 記録年 | 備考                             |
| ---- | ---------------------- | ------------------------------ | ---- | ------ | -------------------------------- |
| 1    | ウィル・ホワイト       | シンシナティ・レッズ           | 75   | 1879年 | ナ・リーグ記録、右投手記録       |
| 1    | パッド・ガルヴィン     | バッファロー・バイソンズ       | 75   | 1883年 | ナ・リーグ記録、右投手記録       |
| 3    | ジム・マコーミック     | クリーブランド・ブルース       | 74   | 1880年 |                                  |
| 4    | ガイ・ヘッカー         | ルイビル・エクリプス           | 73   | 1884年 | アメリカン・アソシエーション記録 |
| 4    | チャールズ・ラドボーン | プロビデンス・グレイズ         | 73   | 1884年 |                                  |
| 6    | パッド・ガルヴィン     | バッファロー・バイソンズ       | 72   | 1884年 |                                  |
| 6    | ジョン・クラークソン   | ボストン・ビーンイーターズ     | 72   | 1889年 |                                  |
| 8    | ジョン・クラークソン   | シカゴ・ホワイトストッキングス | 70   | 1885年 |                                  |
| 8    | ビル・ハッチンソン     | シカゴ・コルツ                 | 70   | 1892年 |                                  |
| 10   | マット・キルロイ       | ボルチモア・オリオールズ       | 69   | 1887年 | 左投手記録                       |

- 19世紀の記録が対象[9]

### 日本プロ野球
- 2024年シーズン終了時

通算先発登板数
| 順位 | 選手名   | 先発 |
| ---- | -------- | ---- |
| 1    | 米田哲也 | 626  |
| 2    | 小山正明 | 583  |
| 3    | 鈴木啓示 | 577  |
| 4    | 金田正一 | 569  |
| 5    | 東尾修   | 537  |
| 6    | 石川雅規 | 524  |
| 7    | 山本昌   | 514  |
| 8    | 三浦大輔 | 488  |
| 9    | 梶本隆夫 | 487  |
| 10   | 別所毅彦 | 483  |

| 順位 | 選手名       | 先発 |
| ---- | ------------ | ---- |
| 11   | 工藤公康     | 472  |
| 12   | 北別府学     | 460  |
| 13   | V.スタルヒン | 449  |
| 14   | 山田久志     | 447  |
| 15   | 村田兆治     | 433  |
| 16   | 平松政次     | 421  |
| 17   | 石井茂雄     | 417  |
| 17   | 坂井勝二     | 417  |
| 19   | 堀内恒夫     | 408  |
| 20   | 高橋直樹     | 404  |

| 順位 | 選手名   | 勝利 |
| ---- | -------- | ---- |
| 1    | 鈴木啓示 | 288  |
| 2    | 小山正明 | 273  |
| 3    | 金田正一 | 268  |
| 4    | 別所毅彦 | 264  |
| 5    | 米田哲也 | 260  |

| 順位 | 選手名   | 敗戦 |
| ---- | -------- | ---- |
| 1    | 金田正一 | 229  |
| 2    | 米田哲也 | 226  |
| 3    | 東尾修   | 225  |
| 4    | 鈴木啓示 | 219  |
| 5    | 梶本隆夫 | 197  |

| 順位 | 選手名     | 所属球団         | 先発 | 記録年 |
| ---- | ---------- | ---------------- | ---- | ------ |
| 1    | 林安夫     | 朝日             | 51   | 1942年 |
| 2    | 別所昭     | 南海ホークス     | 50   | 1947年 |
| 3    | 真田重蔵   | パシフィック     | 49   | 1946年 |
| 4    | 野口二郎   | 大洋             | 48   | 1942年 |
| 4    | 白木義一郎 | セネタース       | 48   | 1946年 |
| 4    | 内藤幸三   | ゴールドスター   | 48   | 1946年 |
| 7    | 亀田忠     | 黒鷲軍           | 46   | 1940年 |
| 7    | 藤本英雄   | 東京巨人軍       | 46   | 1943年 |
| 9    | 野口二郎   | 東京セネタース   | 45   | 1939年 |
| 9    | 白木義一郎 | 東急フライヤーズ | 45   | 1947年 |
| 9    | 天保義夫   | 阪急ブレーブス   | 45   | 1948年 |
| 9    | 渋谷誠司   | 国鉄スワローズ   | 45   | 1963年 |

| 2リーグ制後 | 2リーグ制後 | 2リーグ制後      | 2リーグ制後 | 2リーグ制後 | 2リーグ制後                |
| 順位        | 選手名      | 所属球団         | 先発        | 記録年      | 備考                       |
| ----------- | ----------- | ---------------- | ----------- | ----------- | -------------------------- |
| 1           | 渋谷誠司    | 国鉄スワローズ   | 45          | 1963年      | セ・リーグ記録、左投手記録 |
| 2           | 金田正一    | 国鉄スワローズ   | 44          | 1951年      |                            |
| 2           | 権藤博      | 中日ドラゴンズ   | 44          | 1961年      | 新人記録                   |
| 4           | J.スタンカ  | 南海ホークス     | 43          | 1964年      | パ・リーグ記録、外国人記録 |
| 4           | 米田哲也    | 阪急ブレーブス   | 43          | 1968年      | パ・リーグ記録             |
| 4           | 成田文男    | ロッテオリオンズ | 43          | 1969年      | パ・リーグ記録             |
| 7           | 小山正明    | 大阪タイガース   | 42          | 1960年      |                            |
| 7           | 小山正明    | 東京オリオンズ   | 42          | 1964年      |                            |
| 9           | 別所毅彦    | 読売ジャイアンツ | 41          | 1952年      |                            |
| 9           | 金田正一    | 国鉄スワローズ   | 41          | 1952年      |                            |
| 9           | 村田元一    | 国鉄スワローズ   | 41          | 1958年      |                            |
| 9           | 島田源太郎  | 大洋ホエールズ   | 41          | 1960年      |                            |
| 9           | 東尾修      | 西鉄ライオンズ   | 41          | 1972年      |                            |

| 順位 | 選手名       | 所属球団 | 勝利 | 記録年 |
| ---- | ------------ | -------- | ---- | ------ |
| 1    | 須田博       | 巨人     | 32   | 1940年 |
| 1    | 藤本英雄     | 巨人     | 32   | 1943年 |
| 3    | 野口二郎     | 大洋     | 30   | 1942年 |
| 4    | V.スタルヒン | 巨人     | 29   | 1939年 |
| 4    | 別所昭       | 南海     | 29   | 1947年 |

| 順位 | 選手名   | 所属球団       | 敗戦 | 記録年 |
| ---- | -------- | -------------- | ---- | ------ |
| 1    | 望月潤一 | イーグルス     | 25   | 1939年 |
| 1    | 菊矢吉男 | ライオン       | 25   | 1940年 |
| 1    | 石原繁三 | 大和           | 25   | 1942年 |
| 1    | 内藤幸三 | ゴールドスター | 25   | 1946年 |
| 5    | 亀田忠   | イーグルス     | 24   | 1939年 |